# Општина Пожега
Општина Пожега је општина у Србији, у Златиборском округу. Средиште општине је град Пожега. Удаљена је од Београда 180 km и од Ужица 25 km. Захвата површину од 426,5 км2, има 42 насеља и 55 катастарских општина. Налази се у пространој и осунчаној котлини у којој се гранају доњи токови Скрапежа, Голијске Моравице и Ђетиње од којих настаје Западна Морава.
Према подацима са последњег пописа 2022. године у општини је живело 25.988 становника (према попису из 2011. било је 29.638 становника).

## Демографија
Општина према попису из 2011. године углавном насељено Србима. 
| Етнички састав према попису из 2011.‍ | Етнички састав према попису из 2011.‍ | Етнички састав према попису из 2011.‍ | Етнички састав према попису из 2011.‍ | Етнички састав према попису из 2011.‍ |
| ------------------------------------ | ------------------------------------ | ------------------------------------ | ------------------------------------ | ------------------------------------ |
|                                      |                                      |                                      |                                      |                                      |
| Срби                                 | Срби                                 |                                      | 28.956                               | 97,69%                               |
| остали                               | остали                               |                                      | 385                                  | 2,30%                                |
| укупно: 29.638                       |                                      |                                      |                                      |                                      |

## Насељена места
| - Бакионица - Велика Јежевица - Висибаба - Врањани - Глумач - Годовик - Горња Добриња - Горобиље - Гугаљ - Доња Добриња - Дражиновићи - Душковци - Засеље - Здравчићи - Јелен До - Каленићи - Лопаш - Лорет - Љутице - Мађер - Мала Јежевица | - Милићево Село - Мршељи - Отањ - Папратиште - Пилатовићи - Пожега - Пријановићи - Прилипац - Радовци - Расна - Речице - Роге - Рупељево - Сврачково - Средња Добриња - Табановићи - Тврдићи - Тометино Поље - Тучково - Узићи - Честобродица |